# 意属东非
意属东非（意大利语：Africa Orientale Italiana）是義大利在东非的一个殖民地。它成立於1936年，由意大利属索馬里，厄立特里亞和新佔領的埃塞俄比亞帝國合併而成，埃塞俄比亞在第二次義大利衣索比亞戰爭中被征服。

## 殖民统治

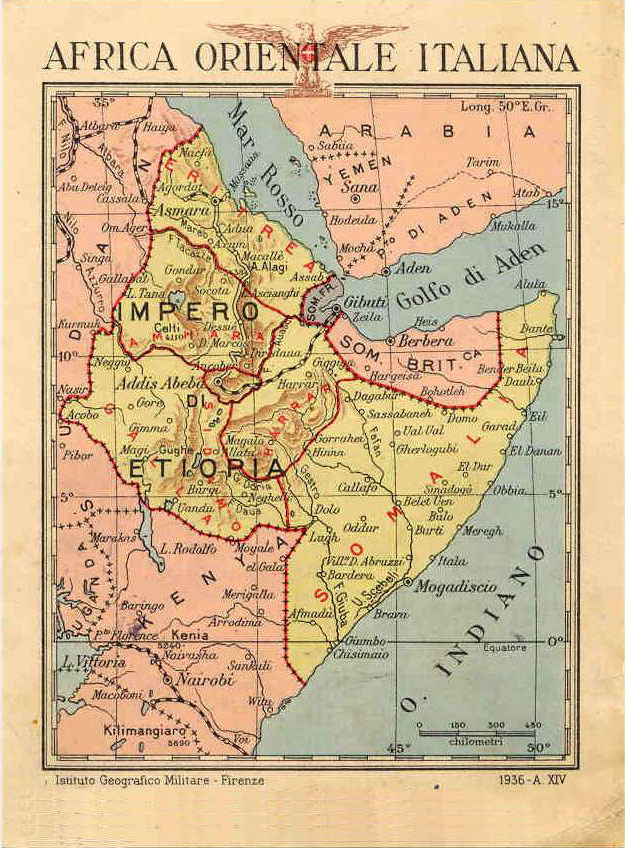
1936年成立时的意大利东非殖民地

意属東非分為六個省分别是：厄立特里亞省（包括今厄立特里亚和埃塞俄比亚北部）、哈拉爾省、盖拉-西達莫省、阿姆哈拉省、西奧阿省和索马里省（1940年包括除吉布提外的大索马里）。厄立特里亞和索馬里自1880年代以來一直是意大利的殖民地，被佔領的“意属埃塞俄比亞”併入擴大後的厄立特里亞和索馬里。其餘的領土包括哈拉爾省，盖拉-西達莫省，阿姆哈拉省和西奧阿省。1940年8月，意大利又侵占了英屬索馬里蘭。法西斯義大利的殖民政策具有分而治之的特點，並偏向索馬里人和提格雷尼亞人，以削弱曾經是埃塞俄比亞帝國統治民族的阿姆哈拉人。
法西斯意大利扩建了阿斯马拉和亚的斯亚贝巴等城市，开辟了罗马到亚的斯亚贝巴的空中航线，还计划向东非移民50万人，进行大规模殖民。

## 战后
第二次世界大戰期間，東非戰役後意属東非在1941年11月由英國領導的一支部隊佔領，其中包括英國殖民軍和埃塞俄比亞游擊隊。戰後由英國佔領分為四個軍事管理區。“埃塞俄比亞軍事管理區”1944年完全恢復了獨立。1950年，被佔領的“索馬里蘭軍事管理區”成為聯合國索馬里蘭托管地的領土，從1950年開始由意大利托管直至1960年獨立並与原英屬索馬里蘭联合。1953年，被佔領的“厄立特里亞軍事管理區”成為埃塞俄比亞的自治部分。“歐加登和豪德軍事管理區”原準備與索馬里人聚居的其他區域合併，後在皇帝塞拉西強烈要求下於1955年归还埃塞俄比亞。在将欧加登割让给埃塞俄比亚的决定公开后，出现了许多呼吁和暴力叛乱，意在推翻这一决定。从埃塞俄比亚争取自决的运动一直持续到21世纪。